# Tatiana Kaawar Ratcu
Tatiana Ratcu (São Paulo, 8 de setembro de 1979) é uma Mestra Internacional de Xadrez brasileira. Foi pentacampeã brasileira de xadrez feminino (1994, 1995, 1996, 1997 e 2000).
Deixou o esporte no ano 2000 após entrar no curso de administração na USP. 

## Carreira
No final da década de 1990, Ratcu era uma das principais enxadristas brasileiras. Ela venceu três vezes o Campeonato Brasileiro Juvenil de Xadrez na faixa etária sub-16 feminina (1992, 1993, 1994) e duas vezes na faixa etária sub-18 feminina (1996, 1997). Ela também venceu duas vezes o Campeonato Brasileiro Feminino de Xadrez Júnior (1996, 1998). Ratcu venceu cinco vezes o Campeonato Brasileiro de Xadrez Feminino: 1994, 1995, 1996, 1997 e 2000.
Em 1995, Ratcu participou do Torneio Interzonal do Campeonato Mundial Feminino de Xadrez em Chişinău, onde ficou em 43º lugar.  Em 1998, no Rio de Janeiro, conquistou o 1º Campeonato Mundial Júnior de Xadrez por Equipes com a Seleção Brasileira.
Em 1998 conquistou o vice campeonato da Copa Itaú, um dos principais torneios abertos do país

## Participações em Olimpíadas
Fez parte da equipe brasileira em três edições das Olimpíadas de xadrez sempre no primeiro tabuleiro.
| Ano  | Edição        | Local    | Tabuleiro | Pontos | Partidas | V | E | D | %    | Classificação | Classificação |
| ---- | ------------- | -------- | --------- | ------ | -------- | - | - | - | ---- | ------------- | ------------- |
| Ano  | Edição        | Local    | Tabuleiro | Pontos | Partidas | V | E | D | %    | Equipe        | Individual    |
| 1996 | 32ª Olimpíada | Yerevan  | 1º        | 8      | 14       | 7 | 2 | 5 | 57.1 | 46º           | 26º           |
| 1998 | 33ª Olimpíada | Elista   | 1º        | 5      | 12       | 2 | 6 | 4 | 41.7 | 53º           | 53º           |
| 2000 | 34ª Olimpíada | Istambul | 1º        | 8½     | 12       | 6 | 5 | 1 | 70.8 | 57º           | 7º            |